# 닐 사이먼

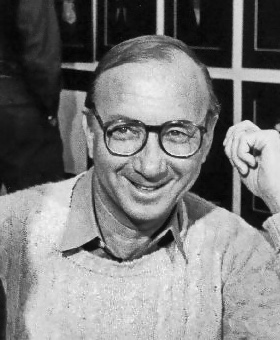
닐 사이먼, 1982년.

닐 사이먼(영어: Neil Simon, 1927년 7월 4일 ~ 2018년 8월 26일)은 미국의 극작가다.
뉴욕 대학을 나온 후 TV 작가로 활약하다가 최초의 브로드웨이극 <나팔을 불어라>(1961)로 데뷔하면서부터 현재 미국 상업극에서 가장 인기있는 작가가 되었다. 그의 히트 작품들은 모두 미국인의 생활을 바탕으로 한 희극들로서 한 시즌에 4개의 작품이 동시에 히트하는 경우가 있을 만큼 그는 미국 연극 사상 가장 돈을 많이 버는 작가가 되었다. 주요 작품으로는 <기이한 부부>(1965), <공원에서 맨발로>(1963), <성조기를 두른 소녀>(1966), <프라자 호텔>(1968), <최후의 불같은 연인>(1970), <선샤인 보이스>(1972), <로즈의 딜레마>(2003년)가 있다.

## 참고 문헌
- 이 문서에는 다음커뮤니케이션(현 카카오)에서 GFDL 또는 CC-SA 라이선스로 배포한 글로벌 세계대백과사전의 내용을 기초로 작성된 글이 포함되어 있습니다.